# Chinese woelmuis
De Chinese woelmuis (Alexandromys fortis) is een zoogdier uit de familie van de Cricetidae. De wetenschappelijke naam van de soort werd voor het eerst geldig gepubliceerd door Büchner in 1889.